# Sauroglossum
Sauroglossum – rodzaj roślin z rodziny storczykowatych (Orchidaceae). Obejmuje 11 gatunków występujących w Ameryce Południowej w takich krajach jak: Argentyna, Boliwia, Brazylia, Kolumbia, Ekwador, Paragwaj, Peru.

## Systematyka
Rodzaj sklasyfikowany do podplemienia Spiranthinae w plemieniu Cranichideae, podrodzina storczykowe (Orchidoideae), rodzina storczykowate (Orchidaceae), rząd szparagowce (Asparagales) w obrębie roślin jednoliściennych.
Wykaz gatunków
- Sauroglossum andinum (Hauman) Garay
- Sauroglossum aurantiacum (C.Schweinf.) Garay
- Sauroglossum corymbosum (Lindl.) Garay
- Sauroglossum distans Lindl. ex Garay
- Sauroglossum dromadum Szlach.
- Sauroglossum elatum Lindl.
- Sauroglossum longiflorum (Schltr.) Garay
- Sauroglossum odoratum Robatsch
- Sauroglossum organense Szlach.
- Sauroglossum schweinfurthianum Garay
- Sauroglossum sellilabre (Griseb.) Schltr.